# Reinhard Bake

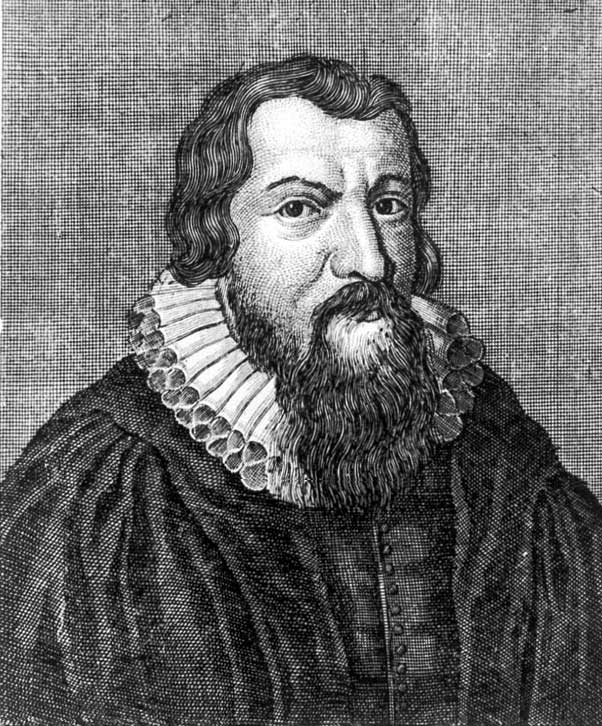
Reinhard Bake

Reinhard Bake (* 4. Mai (andere Quellen: 5. Mai, 27. Mai) 1587 in Magdeburg; † 19. Februar 1657 ebenda) war ein evangelisch-lutherischer Theologe und Erster Domprediger (1617 bis  1631 und 1640 bis 1647) am Magdeburger Dom.

## Leben

### Jugend
Bake wurde als Sohn des Magdeburger Ratsherren und Sattlers Reinhard Bake senior geboren. Sein Vater starb bereits 1588, so dass er von seiner Mutter Angelika Bake, der Tochter des Sattlers Hans Wessel, allein erzogen wurde. Er besuchte das Magdeburger Gymnasium unter Georg Rollenhagen und wurde 1602 von den Jesuiten in Komotau ausgebildet. Der Abschluss seiner Schulausbildung erfolgte 1604 in Hannover.
Bake nahm am 6. Mai 1606 ein Studium an der Universität Wittenberg auf. Zunächst studierte er Philosophie, dann Theologie. Hier waren Leonhard Hutter, Friedrich Balduin, Wolfgang Franz und Georg Mylius seine theologischen Lehrer.

### Tätigkeit in Magdeburg vor 1631
Bereits 1610 erhielt er eine Anstellung als Diakon in der St.-Ulrich-und-Levin-Kirche in Magdeburg. Mit Hilfe eines Stipendiums dieser Kirche erwarb er in Wittenberg am 18. September 1610 den Magistertitel der Philosophie. 1613 heiratete Bake die 1597 geborene Tochter eines Magdeburger Apothekers, Margarete Helwig. Mit ihr hatte er zehn Kinder, wovon drei noch im Kindesalter starben. Im Jahre 1615 erfolgte seine Berufung als Diakon an den Magdeburger Dom. Vom Domkapitel wurde ihm ein weiteres Stipendium gewährt, um am 3. November 1617 an der Universität Jena zu promovieren. Sein Doktorvater wurde Johann Major.
Ab 1612 ließ Bake diverse seiner Predigten und Ansprachen drucken, die bis heute erhalten sind. Bake erarbeitete jedoch auch Hilfsmittel für die theologische Arbeit von Pfarrern. 1624 erschien ein Quartband (936 Seiten) mit theologischen Interpretationen. 20 Jahre nach seinem Tode erschien in Frankfurt am Main das Werk in 4. Auflage (4 Bände, 1588 Seiten). Bake lebte als geachteter und wohlhabender Mann in Magdeburg. Seine Schwester Katharina heiratete den Stadtkämmerer David Lentke. Ihm selbst gehörten auf dem Magdeburger Breiten Weg die Häuser 199/200 und 206.

### Erstürmung Magdeburgs 1631
Bei der Erstürmung Magdeburgs durch katholische kaiserliche Truppen (Magdeburger Hochzeit) unter dem Befehl Tillys während des Dreißigjährigen Krieges im Jahre 1631 bat er am 22. Mai auf Knien um das Leben von 4.000 Bürgern (andere Quellen: 1.000), die im Dom seit dem 20. Mai Zuflucht gesucht hatten. Bake zitierte einen auf Magdeburg übertragenen Vers Vergils (Verg. Aen. II 324a–326a.) über die Zerstörung Trojas:
Venit summa dies, et ineluctabile fatum
Magd'burgo! Fuimus Troes, fuit Ilium et ingens
Gloria Parthenopes!
(Der schlimmste Tag ist gekommen – und das unabwendbare Schicksal Magdeburgs! Trojaner waren wir, Ilium war, und der strahlende Ruhm der jungfräulichen Stadt!)
In der ansonsten weitgehend zerstörten Stadt und der zu großen Teilen ermordeten Bevölkerung blieben die in den Dom Geflüchteten verschont.

### Arbeit in Grimma
Bake soll dann zunächst nach Schmiedeberg geflohen sein. Durch die Vermittlung der Witwe des Kurfürsten Christian II. von Sachsen erhielt er 16. November 1631 eine Stelle als Superintendent in Grimma. Hier erlebte er drei schwere Pestzeiten und musste Grimma drei Mal wegen militärischer Übergriffe verlassen. Dadurch hat er alle seine Bücher, auch den Psalmenkommentar, den er zu schreiben begonnen hatte, verloren. Erst sein Sohn Ernst Bake gab 1664 das Werk seines Vaters heraus. Zweimal hat er durch Verhandlungen mit den Offizieren feindlicher Heere Grimma vor einer Erstürmung bewahrt.
Am 27. Januar 1638 hat er der Grimmenser Kantorei neue Satzungen verfasst, in denen die Sammlung auf dem Stadtchor für die Kantoreikasse durch einen Knaben angeordnet wurde, welche bis 1830 fortbestand. Nachdem er 1633 eine Berufung nach Zwickau abgelehnt hatte, gab es offenbar in Grimma diverse inhaltliche Auseinandersetzungen, die aus der Unzufriedenheit mit den hiesigen Verhältnissen resultierten und ihn am 8. Juni 1640 seine Abschiedspredigt halten ließen.

### Rückkehr nach Magdeburg
1640 kehrte Bake mit seiner Familie nach Magdeburg zurück und wurde wieder erster Domprediger am Magdeburger Dom. Er lebte mit seiner Familie und Gesinde im Dompredigerhaus. Bereits in der Zeit bis 1637 hatte er gemeinsam mit seiner Schwester und seinem Stiefneffen Christoph Michael Mörling das wüste Grundstück des späteren Hauses Zur goldenen Bibel geerbt, das 1651 verkauft wurde. In der Zeit um 1651 wurde ihm das Grundstück Breiter Weg 92 abgetreten, welches ihm jedoch bereits 1657 nicht mehr gehörte.
Im Alter von 69 Jahren erlag Bake einem Schlaganfall. Sein Leichnam wurde am 8. März 1657 im Magdeburger Dom beigesetzt, wo man ihm im Seitenschiff ein Epitaph errichtete. Die Leichenpredigt, deren lateinischer Text überliefert ist, hielt der Westerhüsener Pfarrer Martin Friedrich Curio. Seine Heimatstadt Magdeburg hat eine Straße (Bakestraße) nach ihm benannt.

## Familie
Aus seiner am 23. August 1613 geschlossenen Ehe mit Margarete, der Tochter des Magdeburger Apothekers Joachim Helwig, sind sechs Söhne und vier Töchter hervorgegangen. Von den Kindern kennt man:
- Bernhard Bake war in 22. Mai 1640 Uni. Wittenberg, Mag. phil. 22. April 1645, ordiniert Wittenberg 8. Dezember 1649, 1649 Diakon Neuhaldensleben und 1643 Ortspfarrer † 14. Januar 1682 (Pest) ⚭ 14. September 1652 Neuhaldesleben mit Elisabeth, der Tochter des Magdeburger Stadtschreibers Johann Salig
- Ascanius Bake, * 1627 Magdeburg, deponiert 8. Mai 1644 Uni.Wittenberg, studiert 22. Mai 1649, 12. Oktober 1652 Mag. phil., Diakon St. Jacobi Schönebeck
- Christian Bake wurde Brauer und Angehöriger der Seidenkrämerinnung
- Reinhard Bake, Propst des Klosters Unser Lieben Frauen in Magdeburg
- Elisabeth Margarita Bake ⚭ Mag. Jakob Wächtler den Archidiakon in Grimma
- Joachim Bake († jung)
- Ernst, * 22. Januar 1633 in Grimma, ~ 27. Januar 1633, † 8. September 1679 in Magdeburg, besuchte die Stadtschule Grimma, 1640 die Klosterschule Berge bei Magdeburg u. 1648 das Gymnasium in Halle/Saale, deponiert 8. Mai 1644 Uni. Wittenberg, studiert 5. November 1650, 12. Oktober 1652 Mag. phil., 17. Oktober 1658 Adjunkt d. phil. Fak., 1659 Konrektor Gym. Magdeburg, 1662 Diakon St. Johannis Magdeburg, 1662 Archidiakon, 8. Oktober 1662 Lizentiat der Theologie, ⚭ 12. Mai 1663 mit Magarethe Kramer, 1668 Opfr. und Senior St. Johannis Magdeburg, 20. April 1675 Dr. theol. Uni. Wittenberg
- Angelia Judith Bake ⚭ Johann Geißlinger, Pastor in Oebisfelde
- Anna Susanne Bake († 3. September 1637 in Grimma)
- Barbara Maria Bake († jung in Magdeburg, begr. Im Dom Magdeburg (Kreuzgang))

## Schriften
- Tabeera Magdeburgensium, 1614 (Bußpredigten zum Magdeburger Stadtbrand von 1613)
- Mundificativum Lochovianum, 1616 (Leichenpredigt für Ludwig von Lochow)
- Evangelia Praefigurata, 1616 (Erläuterungen alttestamentlicher Lesungen für Sonntagsgottesdienste)
- Labores doctorei Reinhardi Baki, 1618 (Ansprachen und Predigten, Herausgabe anlässlich der Promotion)
- Amphitheatrum mortis, 1621 (1. Band), 1624 (2. Band) (Leichenpredigten)
- Mystokatoptron sive Speculum Sacerdotale, 1624 (Investiturpredigt)
- Catechesis D.Mart.Lutheri minor Brevissima analysis ita exposita, 1625 (kommentar zu Luthers Kleinem Katechismus)
- Confessio Augustana triumphans, 1630 (Jubelpredigten)
- Psalmenkommentar, 1664, postum, Herausgeber Ernst Bake